# 일본국 헌법 제30조
일본국 헌법 제30조(일본어: 日本国憲法第30条)은 일본국 헌법 제3장 "국민의 권리와 의무"의 조문 중 하나이다. 납세의 의무에 대해 규정하고 있다.

## 조문
일본국 헌법 제30조
국민은 법률이 정하는 바에 의하여 납세의 의무를 진다.

## 해설
납세의 의무는 일본국 헌법에서 규정하는 '국민의 3대 의무' 중 하나이다. 나머지 2개는 근로의 의무(제27조), 교육의 의무(제26조)이다. 근로 및 교육은 의무임과 동시에 권리이기도 하지만, 납세는 의무만이 존재한다. 본 조는 국민의 납세의 의무에 대해 언급하고 있다. 그러나 엄밀히 말하면 본 조는 납세의 의무를 '규정하고' 있는 것은 아니다. 조문에서 납세의 의무는 '법률이 정하는 바에 의하여' 국민이 지는 것이라고 하였으므로, 납세의 의무를 규정하는 것은 헌법이 아닌 '법률'이다. 따라서 이론상으로 해당 법률에서 조세 대상에 포함되지 않는다면 납세의 의무 또한 지지 않는다(조세법률주의). 헌법 제84조 역시 이와 맥락을 같이 한다. 따라서 본 조문을 원래 의미에 더 가까운 표현으로 수정한다면 "국민은 법률이 정하는 바에 의해서만 납세의 의무를 진다"라는 문구가 적절하다.
정리하면 본 조문은 "국가는 그 특성상 국민의 세금으로 운영되므로 납세의 의무는 국가의 존립을 위해 필수적인 국민의 의무이고 헌법은 기본적으로 국가의 의무(또는 국민의 권리)를 규정하는 것이므로, 헌법에는 국가의 과세·징세의 권리만 규정되어 있으면 충분한 것이며 헌법 규정에 국민의 '납세의 의무'까지 명문화할 필요는 없다"는 헌법 제정자의 의지가 담겼다고 해석할 수 있다.